# Pimpinella neumannii
Pimpinella neumannii är en flockblommig växtart som beskrevs av Adolf Engler, John Hutchinson och Eileen Adelaide Bruce. Pimpinella neumannii ingår i släktet bockrötter, och familjen flockblommiga växter. Inga underarter finns listade i Catalogue of Life.